# Sparasion aenescens
Sparasion aenescens är en stekelart som beskrevs av Förster 1856. Enligt Catalogue of Life ingår Sparasion aenescens i släktet Sparasion och familjen Scelionidae, men enligt Dyntaxa är tillhörigheten istället släktet Sparasion och familjen gallmyggesteklar. Arten är reproducerande i Sverige. Inga underarter finns listade i Catalogue of Life.